# Tono-Bungay

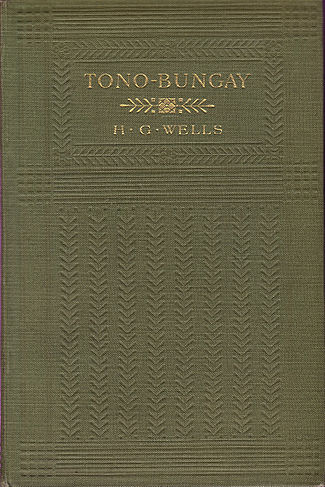

Tono-Bungay ist ein 1909 erschienener satirischer Gesellschaftsroman mit sozialkritischem Hintergrund des britischen Schriftstellers H. G. Wells.

## Handlung
Der Ich-Erzähler des Romans namens George Ponderevo schildert im Rückblick als Mittvierziger sein Leben: Groß geworden in einem alten britischen Herrenhaus, wo seinen Mutter als Dienstbotin arbeitet, wird er in jungen Jahren zu seinem Onkel, einem Dorfapotheker geschickt, der ihn sein Handwerk lehrt. Dieser Onkel, die eigentliche Hauptfigur des Romans, wird als eine Mischung aus naivem Optimisten und gerissenem Geschäftsmann gezeichnet, der allerdings zuerst aufgrund von unglücklichen Börsenspekulationen seine Apotheke verkaufen muss und nach London übersiedelt. Dorthin folgt ihm George, der nach Abschluss seiner Apothekerlehre dort Ingenieurwissenschaften studiert, aber damit nicht recht weiterkommt. Da überrascht ihn sein Onkel mit einer sagenhaften Geschäftsidee: Tono-Bungay, ein Wundermittel, das gegen alles und jedes helfen soll, aber tatsächlich nichts bewirkt. Der Neffe erkennt den Schwindel auf den ersten Blick, doch er lässt sich überreden, in das Geschäft einzusteigen. Durch geschickte und reißerische Werbung in großem Stil, unter Ausnutzung der damals modernsten Möglichkeiten, wird die Arznei zu einem Verkaufsschlager und macht ihren Erfinder und seinen Neffen reich. George nutzt diesen unerwarteten Geldsegen, um heiraten zu können, aber seine Ehe scheitert. Danach stellt er mit großem Eifer – und finanziert durch die Erfindung seines Onkels – den Ingenieurberuf wieder in das Zentrum seines Lebens und wird zu einem anerkannten Spezialisten im Flugzeug- und Ballonbau.
Der Onkel dagegen beginnt mit seinem Vermögen immer waghalsiger zu jonglieren, kauft und verkauft ganze Firmenimperien und spekuliert in großem Stil. Die gesamten Transaktionen sind jedoch mit fremdem Geld, Krediten, Wechseln und Aktienoptionen finanziert. Als die Blase platzt, versucht der Neffe zuerst noch, mit einer waghalsigen Expedition auf eine Insel vor der afrikanischen Küste in den Besitz großer Mengen an radioaktivem Erz zu gelangen, mit dessen Ausbeute er die Familie zu sanieren hofft, doch auch dieses Unternehmen scheitert. Ponderevo flüchtet vor den Gläubigern mit dem gerade von seinem Neffen erfundenen lenkbaren Ballon nach Frankreich und stirbt in einem Dorf an der Biskaya. Sein Neffe George muss seine Projekte zum Flugzeugbau aufgeben, findet allerdings Beschäftigung bei einer Werft, für die er erfolgreich Kriegsschiffe konstruiert.
Der Ich-Erzähler begnügt sich allerdings nicht mit einer einfachen biographischen Erzählung; vielmehr schließt er an jede Station seines Lebens ausführliche Betrachtungen zum wirtschaftlichen und gesellschaftlichen Leben im damaligen Großbritannien an, die oft mit beißender Kritik gewürzt werden.